# Dasypogon variabilis
Dasypogon variabilis är en tvåvingeart som beskrevs av Brulle 1833. Dasypogon variabilis ingår i släktet Dasypogon och familjen rovflugor. Inga underarter finns listade i Catalogue of Life.